# SN 2009ly
SN 2009ly – supernowa typu Ia odkryta 6 listopada 2009 roku w galaktyce A004113-0909. W momencie odkrycia miała maksymalną jasność 19,00m.